# Kieren Keke
Kieren Aedogan Keke (ur. 27 czerwca 1971 w Yaren), naurański polityk i lekarz. Deputowany do parlamentu od 2003, minister zdrowia w latach 2004-2007, minister spraw zagranicznych od 2007, minister finansów od 2008.

## Życiorys
Kieren Keke, z wykształcenia lekarz, jest jednym z nielicznych profesjonalnych medyków na wyspie. Jego ojciec, Ludwig Keke, również był lekarzem. Posiada podwójne - australijskie i nauruańskie - obywatelstwo. Był jednym z założycieli partii Naoero Amo (Najpierw Nauru).

### Deputowany do parlamentu
W wyborach z 3 maja 2003 z ramienia Naoero Amo dostał się do parlamentu w okręgu Yaren. Mandat deputowanego odnawiał w każdych kolejnych wyborach; w 2004, 2007, 2008 i dwukrotnie w 2010. 29 maja 2003 został wybrany wiceprzewodniczącym Parlamentu Nauru.
Po odsunięciu od władzy prezydenta Ludwiga Scotty'ego, w wyniku uchwalenia wobec jego rządu przez parlament wotum nieufności w sierpniu 2003, Keke był jednym z zagorzałym krytyków nowego prezydenta René Harrisa. Zarzucił rządowi prowadzenie polityki bez opracowania budżetu i zaległości w wypłacaniu pensji pracownikom sektora publicznego. Prezydenta oskarżył o doprowadzenie kraju na skraj bankructwa. W kwietniu 2004 został aresztowany w czasie antyrządowej kilkusetosobowej demonstracji przed parlamentem. Za swoją działalność oskarżony został o podburzanie do niepokojów i zagrażanie bezpieczeństwu kraju.

### Minister zdrowia
Po uchwaleniu wotum nieufności wobec prezydenta Harrisa i ponownym wyborze Scotty'ego na urząd szefa państwa 22 czerwca 2004, Keke objął w jego gabinecie stanowisko ministra zdrowia. Jesienią 2004 przewodniczący parlamentu Russell Kun zakwestionował możliwość sprawowania przez niego mandatu deputowanego z powodu posiadania podwójnego obywatelstwa. W konsekwencji pogłębiającego się kryzysu politycznego prezydent Scotty 1 października 2004 rozwiązał parlament, wprowadził stan wyjątkowy i zarządził nowe wybory na 23 października 2004. Po wyborach, wygranych przez zwolenników Ludwiga Scotty'ego, Keke zachował stanowisko ministra zdrowia w jego gabinecie.

### Minister spraw zagranicznych i finansów
11 listopada 2007 zrezygnował ze stanowiska ministra zdrowia razem z dwoma innymi członkami gabinetu, zarzucając prezydentowi hamowanie przeprowadzanych reform i tolerowanie zarzutów o nieprawidłowościach finansowych pojawiających pod adresem ministra finansów Davida Adeanga. Z jego inicjatywy 13 listopada 2007 parlament wysunął wniosek o wotum nieufności wobec rządu prezydenta Scotty'ego. W głosowaniu wniosek nie uzyskał jednak wymaganej większości. Jednakże już 19 grudnia 2007, w wyniku drugiego wniosku o wotum nieufności zgłoszonego przez Keke, prezydent Scotty został odsunięty ze stanowiska, a nowym szefem państwa i rządu został wybrany Marcus Stephen. Tego samego dnia Keke objął stanowisko ministra spraw zagranicznych, ministra telekomunikacji i transportu oraz ministra asystującego prezydentowi w gabinecie Marcusa Stephena. W lutym 2008 objął dodatkowo resort finansów.
W marcu 2008 nowo wybrany przewodniczący parlamentu David Adeang próbował wykluczyć Keke z parlamentu, zwołując pod nieobecność prezydenckich ministrów posiedzenie parlamentu, na którym uchwalona została ustawa zakazująca posiadania podwójnego obywatelstwa przez członków izby. Oznaczałoby to konieczność rezygnacji z mandatów przez Kierena Keke oraz ministra Fredericka Pitchera i w konsekwencji utratę większości parlamentarnej przez prezydenta. Prezydent Stephen uznał ustawę za niekonstytucyjną z powodu braku kworum przy jej uchwalaniu. W obliczu rysującego się poważnego kryzysu politycznego ogłosił następnie stan wyjątkowy i wcześniejsze wybory parlamentarne. W wyborach w kwietniu 2008 Keke uzyskał reelekcję i zachował zajmowane wcześniej stanowiska ministerialne.
Jako szef dyplomacji negocjował w 2008 warunki zamknięcia na Nauru australijskiego ośrodka dla uchodźców ubiegających się o azyl, działającego w ramach programu Pacific Solution. Ośrodek zapewniał 20% wpływów do krajowego budżetu i stanowił zatrudnienie dla około 100 osób; istniejący od 2001 został ostatecznie zamknięty w marcu 2008. W grudniu 2009 Keke w imieniu Republiki Nauru uznał niepodległość Abchazji i Osetii Południowej, dwóch prowincji będących formalnie częścią Gruzji. Zaprzeczył przy tym doniesieniom mediów o uzyskaniu w zamian od Rosji środków finansowych. Stwierdził, że powodem decyzji było przekonanie rządu o istnieniu wyraźnych historycznych i prawnych podstaw dla niepodległości obu terytoriów. Potwierdził również rozpoczęcie rozmów z Rosją na temat wsparcia przez nią projektów pomocowych służących strategii zrównoważonego rozwoju na Nauru.
We wcześniejszych wyborach parlamentarnych w kwietniu 2010 oraz kolejnych w czerwcu 2010 uzyskał ponownie reelekcję. W nowo utworzonym parlamencie objął stanowiska ministra zdrowia, sportu i spraw zagranicznych i handlu. 8 lutego 2013 zrezygnował ze stanowiska.